# 2005 HC4
2005 HC4 — навколоземний астероїд, належить до групи Атіри. Астероїд має найменший відомий перигелій — 7,1 % а. о. і наближається до Сонця вчетверо ближче, ніж Меркурій. 2005 HC4 має витягнуту орбіту та перетинає орбіти всіх планет земної групи — Марса, Землі, Венери, Меркурія.
Відкритий у 2005 році в рамках приватного американського проєкту з дослідження астероїдів LONEOS на приватній Ловеллівській обсерваторії в містечку Флегстафф в Аризоні.